# Thomas Ligotti
 (mars 2023).
Si vous disposez d'ouvrages ou d'articles de référence ou si vous connaissez des sites web de qualité traitant du thème abordé ici, merci de compléter l'article en donnant les références utiles à sa vérifiabilité et en les liant à la section « Notes et références ».
Thomas Ligotti, né le 9 juillet 1953 à Détroit dans le Michigan, est un écrivain américain, d'inspiration gothique, producteur d'une importante œuvre d'épouvante, d'horreur philosophique, dans l'esprit de Howard Phillips Lovecraft. La publication en 2014 d'un recueil de nouvelles choisies, Chants du cauchemar et de la nuit (éditions Dystopia, 2014), permet au lectorat français de découvrir l'univers de cet auteur très secret. 

## Biographie
- Naissance à Détroit
- Université de Wayne State.
- Production littéraire à partir de 1980.
- Résidence hypothétique en Sud-Floride.

## Œuvres

### Livres et recueils
- Songs of a Dead Dreamer (1986, rev. & exp. 1989),
- Grimscribe: His Lives and Works (1991),
- Noctuary (1994),
- The Agonizing Resurrection of Victor Frankenstein and Other Gothic Tales (1994),
- The Nightmare Factory (1996), l'essentiel des trois premières publications, avec quelques nouvelles histoires,
- In a Foreign Town, in a Foreign Land (1997, avec CD de Current 93)
- I Have a Special Plan for This World (2000, avec CD de Current 93)
- This Degenerate Little Town (2001, avec CD de Current 93)
- My Work Is Not Yet Done: Three Tales of Corporate Horror (2002)
- Crampton: A Screenplay (2003, with Brandon Trenz)
- Sideshow, and Other Stories (2003)
- Death Poems (2004)
- The Shadow at the Bottom of the World (2005)
- Teatro Grottesco (2006, reprinted in 2008)
- The Conspiracy against the Human Race (2010)
- The Spectral Link (2014)
- Born to Fear: Interviews with Thomas Ligotti (2014), edited by Matt Cardin

### Nouvelles, scénarios, poèmes, etc
- The Agonizing Resurrection of Victor Frankenstein, Citizen of Geneva
- Alice's Last Adventure
- Allan and Adelaide—An Arabesque
- Autumnal
- The Bells Will Sound Forever
- The Blasphemous Enlightenment of Prof. Francis Wayland Thurston of Boston, Providence, and the Human Race
- The Blonde: A Sonnet [under the pseudonym Frank Santino]
- The Bungalow House
- The Career of Nightmares
- Charnel House of the Moon
- The Christmas Eves of Aunt Elise: A Tale of Possession in Old Grosse Pointe
- The Chymist
- The Clown Puppet
- The Cocoons
- The Complete Madman [under the pseudonym Charles Miguel Riaz]
- Conversations in a Dead Language
- Crampton [by Thomas Ligotti and Brandon Trenz] [Unproduced screenplay written 1998, for an episode of The X-Files]
- Death without End
- The Decayed Mystic [under the pseudonym Charles Miguel Riaz]
- The Demon Man
- The Deranged Poet [under the pseudonym Charles Miguel Riaz]
- Dr. Locrian's Asylum
- Dr. Voke and Mr. Veech
- Dream of a Mannikin
- The Dreaming in Nortown
- Drink to Me Only with Labyrinthine Eyes
- The Dwarf by Aloysius Bertrand, translated by Thomas Ligotti
- The Eternal Devotion of the Governess to the Residents of Bly
- The Eternal Mirage
- The Ever-Vigilant Guardians of Secluded Estates
- Envoi
- The Excruciating Final Days of Dr. Henry Jekyll, Englishman
- Eye of the Lynx
- The Fabulous Alienation of the Outsider, Being of No Fixed Abode
- Flowers of the Abyss
- The Frolic
- Gas Station Carnivals
- The Glamour
- The Greater Festival of Masks
- The Heart of Count Dracula, Descendent of Attila, Scourge of God
- His Shadow Shall Rise to a Higher House
- I Have a Special Plan for This World [short story]
- I Have a Special Plan for This World [verse]
- In the Shadow of Another World
- The Insufferable Salvation of Lawrence Talbot the Wolfman
- The Interminable Equation
- The Interminable Residence of the Friends of the House of Usher
- The Intolerable Lesson of the Phantom of the Opera
- "Introduction" [to Grimscribe]
- Invocation to the Void
- The Journal of J. P. Drapeau
- The Last Feast of Harlequin
- The Library of Byzantium
- The Lost Art of Twilight
- Mad Night of Atonement
- The Madman, by Aloysius Bertrand, translated by Thomas Ligotti
- Masquerade of a Dead Sword
- The Masters Eyes Shining with Secrets
- The Mechanical Museum [by John B. Ford and Thomas Ligotti]
- The Medusa
- Metaphysica Morum
- Michigan Basement [by Thomas Ligotti and Brandon Trenz]
- Miss Plarr
- The Mocking Mystery
- Mrs. Rinaldi's Angel
- The Murderer, by Gaston Danville, translated by Thomas Ligotti
- The Music of the Moon
- My Case for Retributive Action
- My Work Is Not Yet Done
- The Mystics of Muelenburg
- The Nameless Horror
- Nethescurial
- New Faces in the City
- The Night School
- The Nightmare Network
- Notebook of the Night
- Notes on the Writing of Horror: A Story
- One May Be Dreaming
- One Thousand Painful Variations Performed upon Divers Creatures Undergoing the Treatment of Dr. Moreau, Humanist
- The Order of Illusion
- Our Temporary Supervisor
- The Perilous Legacy of Emily St. Aubert, Inheritress of Udolpho
- The Physic
- Postscript [under the pseudonym Charles Miguel Riaz]
- The Premature Death of H. P. Lovecraft, Oldest Man in New England
- Primordial Loathing
- The Prodigy of Dreams
- Professor Nobody's Little Lectures on Supernatural Horror
- The Puppet Masters
- Purity
- The Real Wolf
- The Red Tower
- Sailing into Night [A round-robin with sixteen other authors]
- Salvation by Doom
- The Small People
- Sardonic Mundane [as by Louis Miguel Riaz]
- The Scream: From 1800 to the Present
- The Sect of the Idiot
- Severini
- The Shadow, The Darkness
- The Shadow at the Bottom of the World
- Sideshow and Other Stories
- A Soft Voice Whispers Nothing
- Some Things They Will Never Tell You [verse]
- The Spectacles in the Drawer
- The Spectral Estate
- The Strange Design of Master Rignolo
- The Striken Philosopher [under the pseudonym Charles Miguel Riaz]
- The Superb Companion of Andre de V., Anti-Pygmalion
- Teatro Grottesco
- Ten Steps to Thin Mountain
- Things They Will Never Tell You
- This Degenerate Little Town
- The Town Manager
- The Transparent Alias of William Wilson, Sportsman and Scoundrel
- The Troubles of Dr. Thoss
- The Tsalal
- The Unbearable Rebirth of the Phantom of the Wax Museum
- The Unfamiliar
- The Unholy City [verse]
- The Unnatural Persecution, by a Vampire, of Mr. Jacob J.
- Vastarien
- The Voice in the Bones
- What Becomes of the Body [verse]
- What Happens to Faces" [verse]
- What Good Is Your Head?" [verse]
- When You Hear the Singing, You Will Know It Is Time
- The Worthy Inmate of the Will of the Lady Ligeia

### En français

#### Recueils
- Chants du cauchemar et de la nuit, Dystopia, 2014, trad. Anne-Sylvie Hommassel
- Mon travail n'est pas terminé. Et autres contes d'horreur en entreprise, traduit par Fabien Courtal, Broye, Éditions Monts métallifères, 2023  (ISBN 9782957705474).

#### Nouvelles isolées
- La Dernière aventure d'Alice, 1990 (Alice's Last Adventure, 1988), trad. Jean-Daniel Brèquein 13 histoires diaboliques, Albin Michel
- L'Œil du lynx, 1998 (Eye of the Lynx, 1983), trad. Thierry Sandalijanin 21 nouvelles histoires de sexe et d'horreur, Albin Michel
- La Secte du dieu fou, 1999 (The Sect of the Idiot, 1988), trad. Eric Holweckin Le Cycle d'Azatoth, Oriflam
- Ombre et obscurité, 1999 (The Shadow, the Darkness, 1999), trad. Claudine Richetinin 999, Albin Michel
- L'Autre festival des masques, 1999 (The Greater Festival Of Masks, 1986), trad. Yes Meynardin Solaris n°128